# Aegithina viridissima
La iora verde o iora smeraldo (Aegithina viridissima (Bonaparte, 1850)) è un uccello passeriforme della famiglia Aegithinidae.

## Etimologia
Il nome scientifico della specie, viridissima, deriva dal latino e significa "verdissima", in riferimento alla livrea di questi uccelli: il loro nome comune altro non è che la traduzione di quello scientifico.

## Descrizione

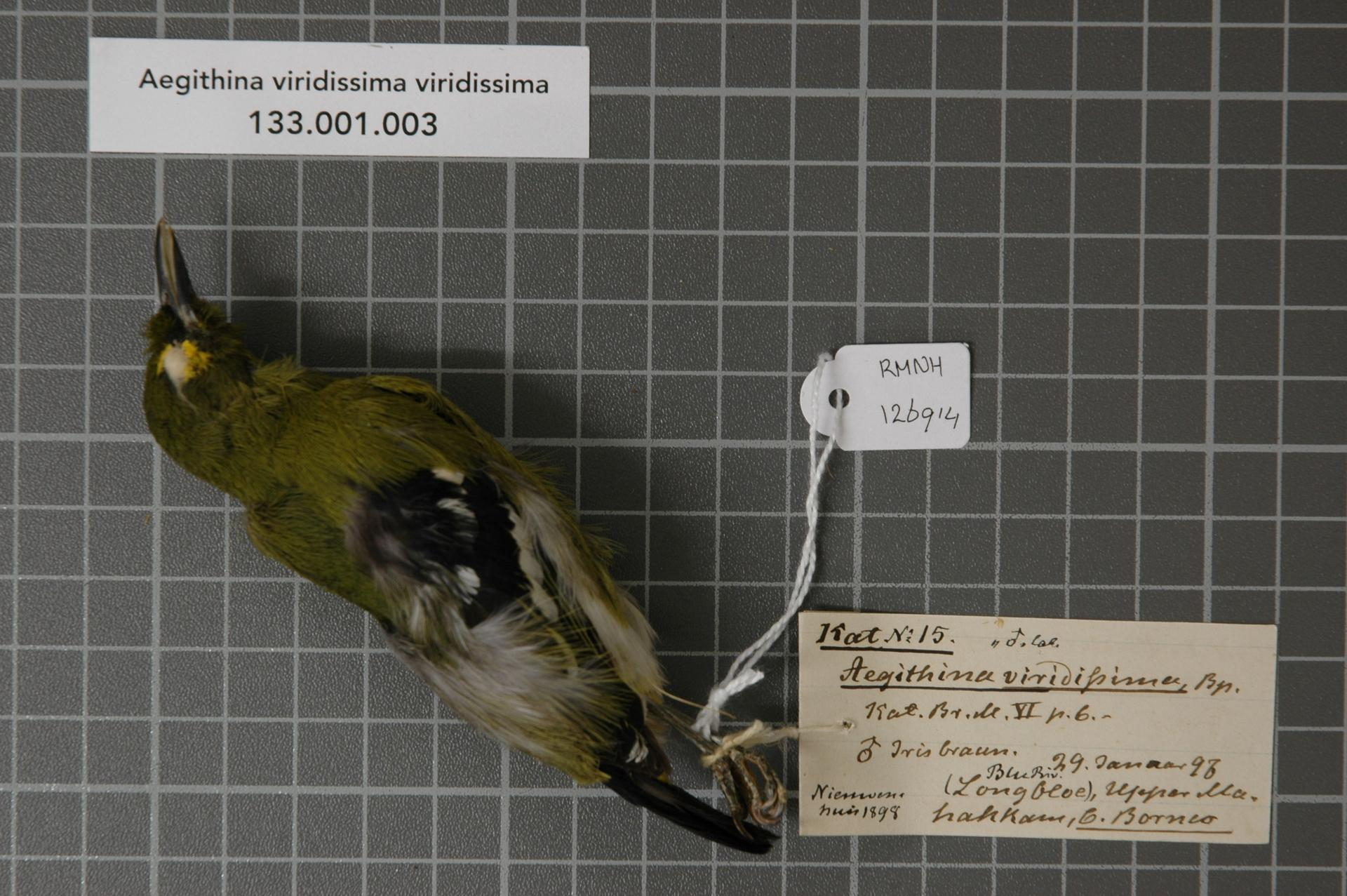
Maschio impagliato.

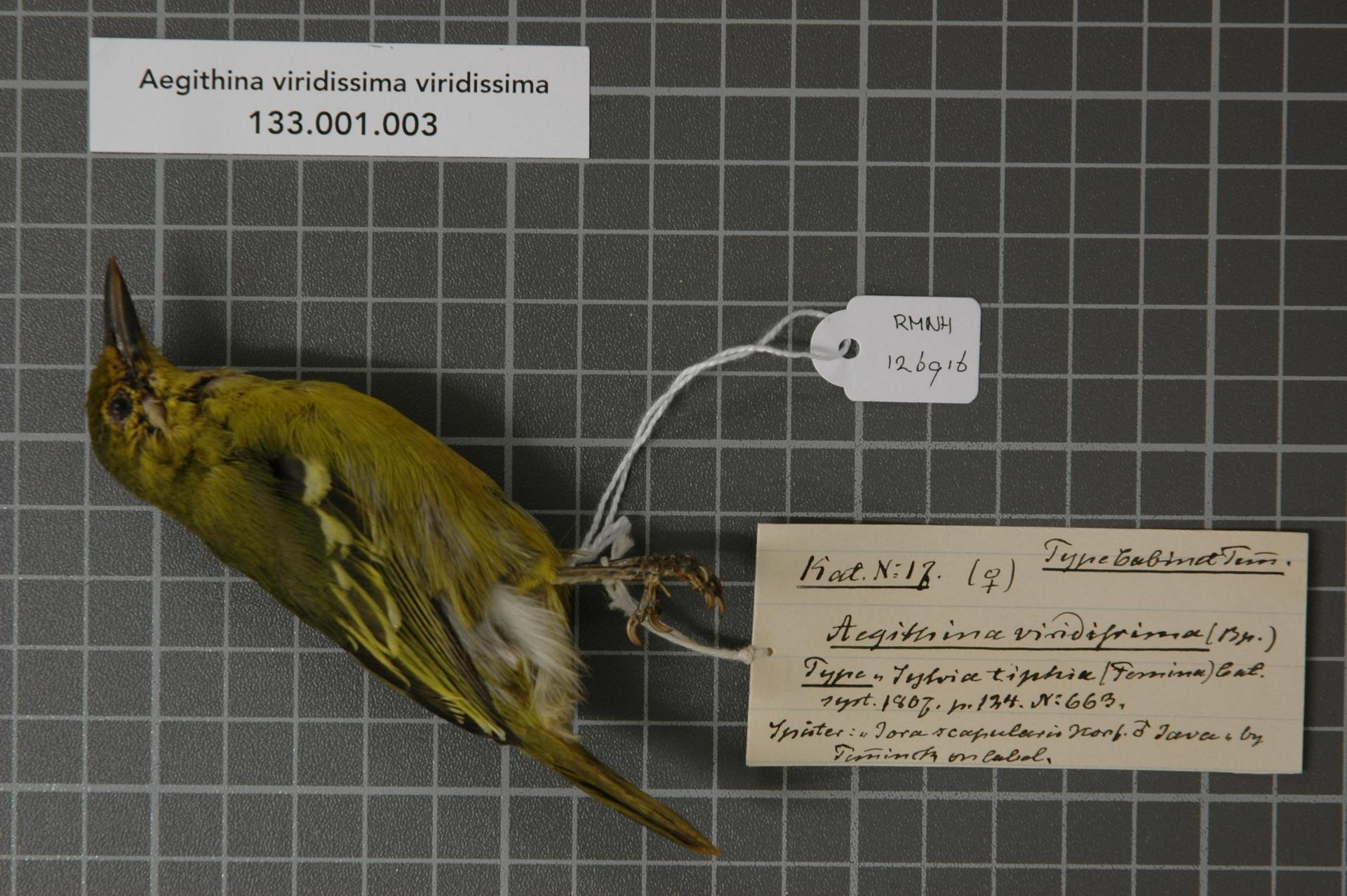
Femmina impagliata.

### Dimensioni
Misura 11,5-12,8 cm di lunghezza, per 13,8 g di peso.

### Aspetto
Si tratta di uccelletti dall'aspetto robusto e slanciato, muniti di piccola testa arrotondata con forte becco appuntito, ali arrotondate e coda dall'estremità squadrata.
Il piumaggio presenta dimorfismo sessuale: nei maschi testa, dorso, ali, petto e fianchi sono (come del resto intuibile sia dal nome comune che dal nome scientifico) di color verde oliva, che sfuma nel giallastro proprio sui fianchi e sul ventre, che è di color giallo oro, così come il sottocoda ed il cerchio perioculare. Il codione è invece bianco, mentre le remiganti sono nere con orlo verde-giallastro e le copritrici mostrano i due specchi alari bianchi tipici del genere. La coda è anch'essa nera.

Le femmine presentano area dorsale (fronte, vertice, nuca, dorso) di colore verde oliva ed area ventrale (faccia, gola, petto, ventre) di colore giallino: i loro colori sono in genere meno brillanti rispetto ai maschi, soprattutto per quanto concerne il nero alare, sfumato nel verdastro.
In ambedue i sessi il becco è nero-bluastro con punta e mandibola inferiore più chiare e tendenti all'azzurrino, mentre gli occhi sono di colore bruno scuro e le zampe sono anch'esse di colore nero-bluastro.

## Biologia

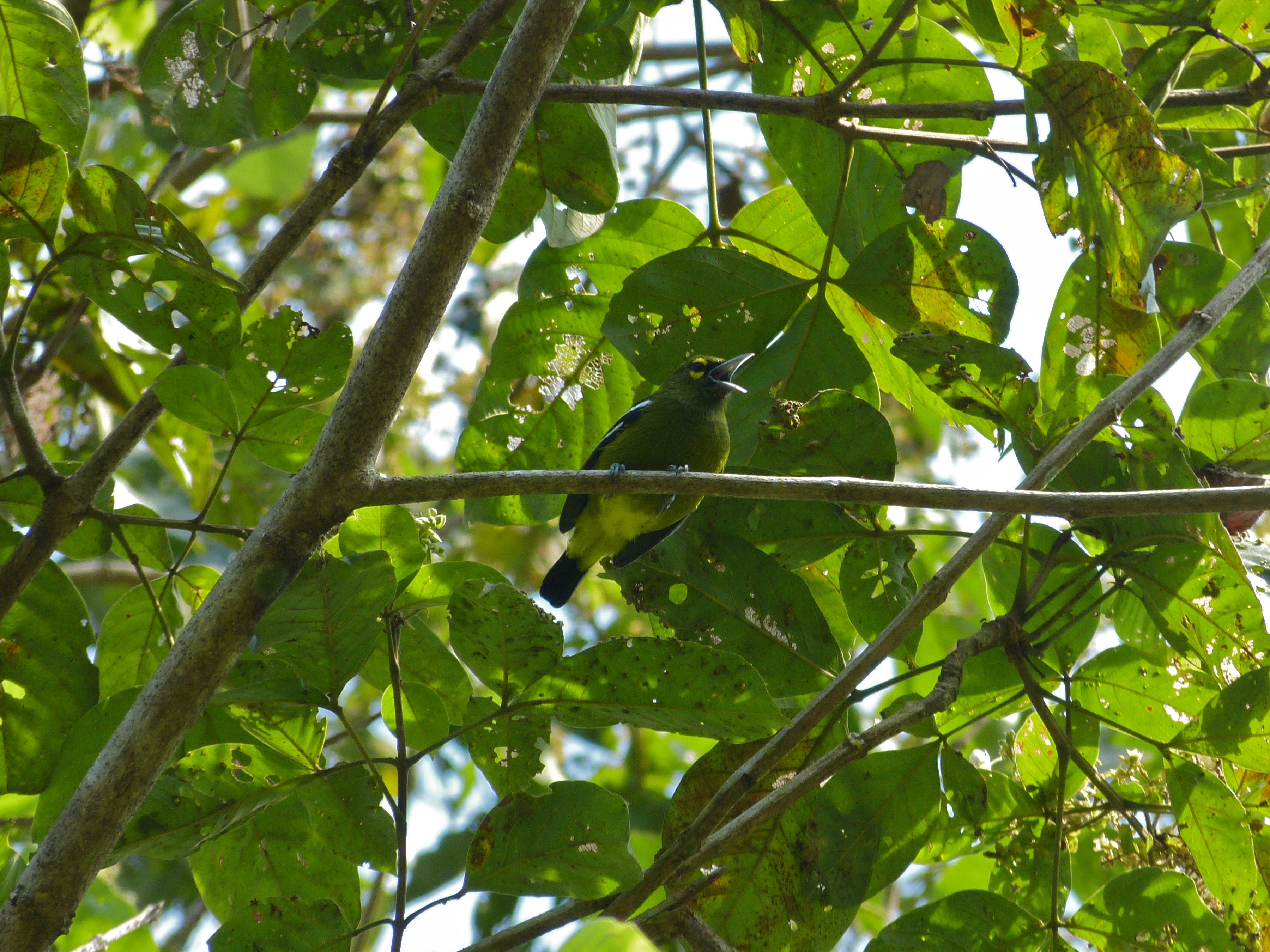
Maschio canta in Malaysia.

Si tratta di uccelli diurni, che vivono perlopiù da soli o in coppie, passando la maggior parte della giornata alla ricerca di cibo fra i rami e il fogliame, cercando poi rifugio sul far della sera nel folto della vegetazione.
I loro richiami, emessi soprattutto dai maschi, consistono nella ripetizione di due note, che ricordano un cigolio metallico.

### Alimentazione
La dieta dell'iora verde è principalmente insettivora, consistendo in massima parte di insetti e delle loro larve (in particolare grossi bruchi), nonché di ragni e di altri piccoli invertebrati.

### Riproduzione

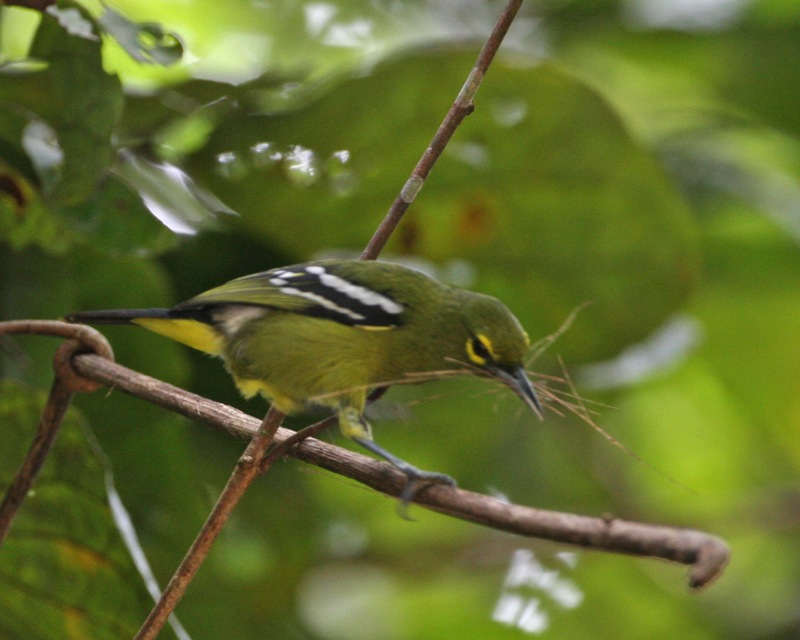
Maschio nel Johor.

La stagione degli amori (basandosi sui pochi dati disponibili) va da aprile alla fine di giugno: si tratta di uccelli monogami, nei quali i due partnercollaborano sia nella costruzione del nido (una struttura a coppa molto delicata e sottile situata alla biforcazione di un ramo sottile e realizzata con fili d'erba e ragnatela) che nella cova delle 2-4 uova (che dura due settimane) e nell'allevamento dei pulli. Questi ultimi, ciechi ed implumi alla schiusa, sono in grado d'involarsi attorno alle tre settimane di vita, tuttavia continuano a rimanere nei pressi del nido, seguendo i genitori nei loro spostamenti e chiedendo loro l'imbeccata (sebbene via via più sporadicamente man mano che crescono) ancora per una ventina di giorni, prima di rendersi completamente indipendenti.

## Distribuzione e habitat

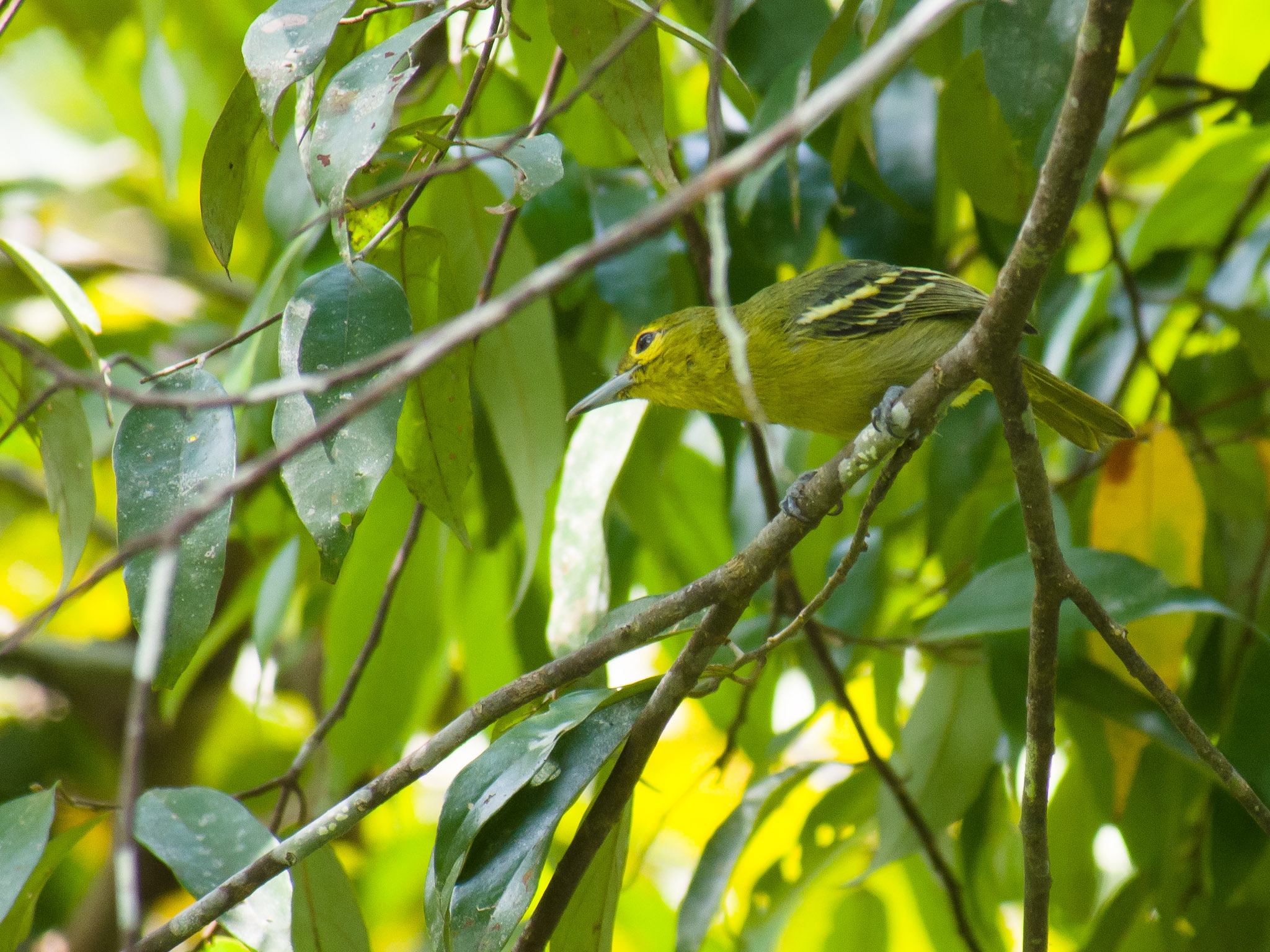
Esemplare in Malaysia.

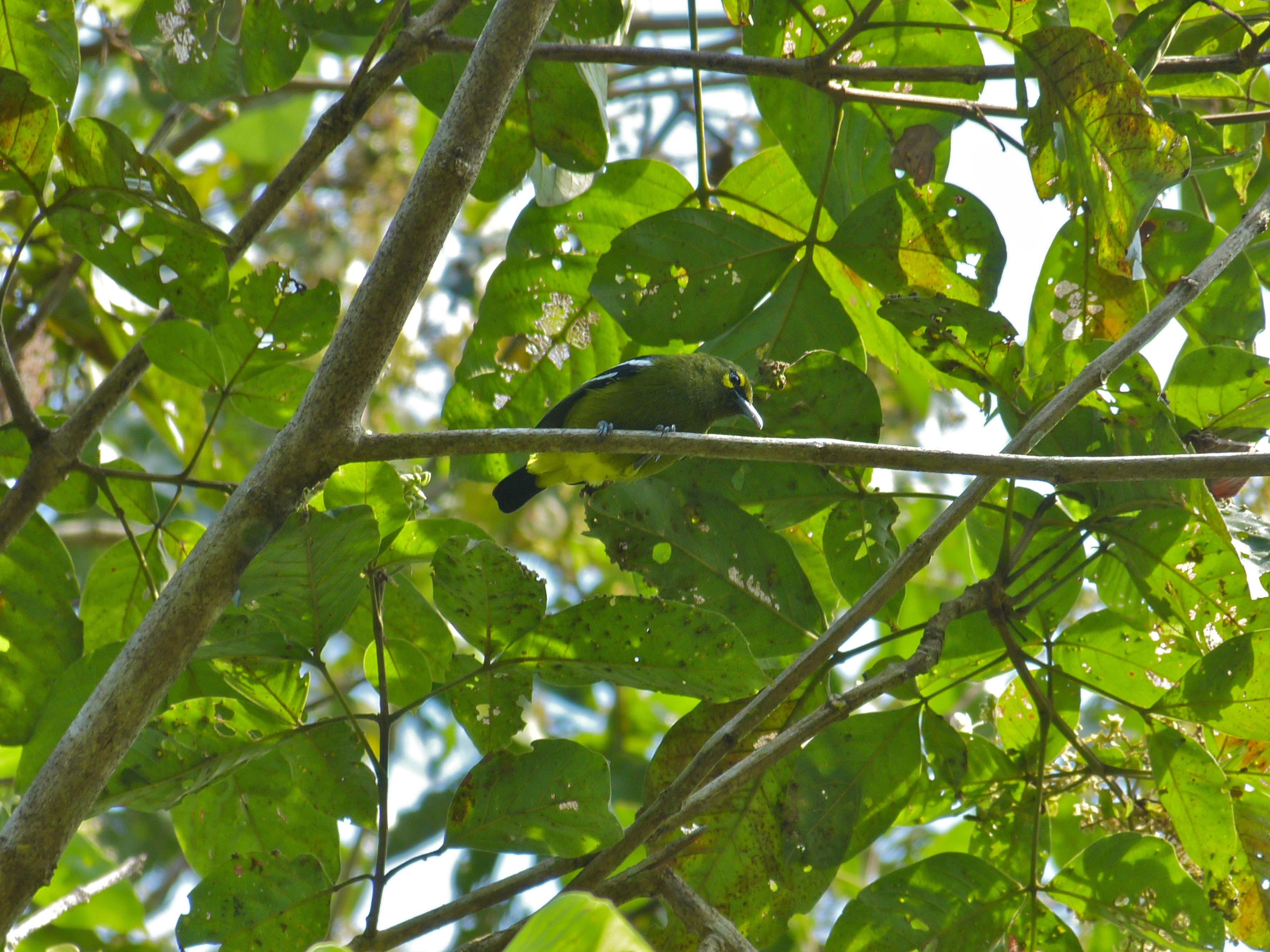
Maschio nel Sabah.

L'iora verde è diffusa in un areale che comprende la penisola malese (andando dal sud del Tenasserim a Singapore, ma mancando dalle zone più interne), oltre all'Indonesia occidentale (Sumatra e Borneo, nonché i gruppi di isole minori prossimi a queste, anche in questo caso mancando dalle aree interne e da quelle di foresta degradata).
L'habitat di questi uccelli è rappresentato dalla foresta pluviale primaria sempreverde, con predilezione per le aree pianeggianti dove la vegetazione arborea presenta canopia chiusa.

## Tassonomia
Se ne riconoscono due sottospecie:
- Aegithina viridissima viridissima (Bonaparte, 1850) - la sottospecie nominale, diffusa nella maggior parte dell'areale occupato dalla specie;
- Aegithina viridissima thapsina Oberholser, 1917 - endemica delle isole Anambas;

Alcuni autori riconoscerebbero inoltre una sottospecie nesiotis delle isole Batu (sinonimizzata con la nominale, mentre resta da chiarire lo status tassonomico della popolazione delle isole Natuna.